# Vásárosnamény
Vásárosnamény je mesto na Madžarskem, ki upravno spada pod podregijo Vásárosnaményi Županije Szabolcs-Szatmár-Bereg.